# Augustus C. Dodge
Pour les articles homonymes, voir Dodge (homonymie).
Augustus Caesar Dodge (2 janvier 1812 – 20 novembre 1883) est un militaire et homme politique américain. Il fut délégué à la Chambre des représentants des États-Unis pour le territoire de l'Iowa de 1840 à 1846 puis sénateur des États-Unis pour l'Iowa de 1848 à 1855 en tant que démocrate.

## Biographie
Augustus Caesar Dodge est né le 2 janvier 1812 à Sainte-Geneviève dans le Missouri, fils du sénateur Henry Dodge. Avec ses parents, il déménage en 1827 à Galena dans l'Illinois puis participe à la guerre de Black Hawk de 1832.
En 1837, il s'installe à Burlington dans l'Iowa avant d'être élu délégué à la Chambre des représentants des États-Unis pour le territoire de l'Iowa sous les couleurs du Parti démocrate et occupe ce poste de 1840 à 1846, date à laquelle l'Iowa devient un État de l'Union. Dodge siège ensuite au Sénat des États-Unis pour l'Iowa de 1848 à 1855, puis est nommé ambassadeur en Espagne jusqu'en 1859. Cette même année, il brigue le poste de gouverneur de l'Iowa mais échoue à remporter l'élection. Après avoir été maire de Burlington de 1874 à 1875, il se retire de la politique.
Il meurt à Burlington le 20 novembre 1883.